# Ljudevit Andrassy
Ljudevit Andrassy [óndraši], hrvaški pravnik, * 17. avgust,  1869, Stubičke Toplice, † 30. oktober, 1955, Zagreb. 
Deloval je kot profesor prava na Pravni fakulteti v Zagrebu.

## Življenje in delo
Ljudevit Andrassy, oče pravnika Juraja Andrassya, se je rodil v družini sodnika Miroslava Andrassya. Na Pravni fakultetiv Zagrebu je končal študij prava in leta 1893 doktoriral. Na isti fakulteti je bil habilitiran za docenta rimskega prava. Predaval je zgodovino in institucije rimskega prava, od 1899 kot izredni in od 1902 do 1940 kot redni profesor. Trikrat je bil dekan Pravne fakultete v Zagrebu. V mesečniku Pravniškega društva v Zagrebu je objavil več strokovnih razprav. Priredil je drugi, tretji in četrti ponatis učbenika Juliusa Barona Institucije rimskega prava (Zagreb, 1906, 1913, 1925)). 